# FashionTV
FashionTV是一家宣传国际时尚和生活方式的电视频道。 它由波兰籍总统Michel Adam Lisowski于1997年在法国建立，FashionTV是全球分布最为广泛的卫视之一，有31个卫星和2,000个有线电视业者提供该频道。截至2014年，它在全球已拥有4亿收视人口。
FashionTV是一个提供全球时尚评论的多媒体平台，该频道由巴黎，伦敦与维也纳总部自行运营。

## 其他地区版本

### 南非
在南非，DStv（178频道）和新推出的TopTV提供FashionTV节目。 2016年初，DStv在178频道上宣布FashionTV将于2016年2月28日下架。

### FashionTV频道
- FTV EU
- FTV 美国
- FTV 印度
- FTV Affirm
- FTV 非洲
- FTV 澳大利亚
- FTV 日本
- FTV 俄罗斯
- FTV 巴西
- FTV 新加坡
- FTV 韩国
- FTV 中亚
- FTV 加拿大

### 拉丁美洲
在1998年到2011年间播映，直到该台与特纳广播公司合约到期后而将该台替换为其他频道。

### 澳大利亚
在澳大利亚，Foxtel收费数字电视和Austar（123频道）提供该台，而955频道可能提供《MidnightHot》节目。自2012年2月26日起，该台从Foxtel和Austar上下架，但FetchTV宽频电视仍提供该台。最初有报道称，删除该频道是由于该频道的运营商已被清盘，但实际是由于代理商（FTV大洋洲有限公司）在2011年7月被清盘而停播，FashionTV国际频道当时又控制该台在澳大利亚的所有活动，因此Foxtel和Austar下架该台的原因仍然不明。

### 亚洲
在亚洲，该频道在亚洲3号卫星开路播出。斯里兰卡、尼泊尔、越南、新加坡、香港、日本、印尼、马来西亚、菲律宾、韩国、台湾、泰国和蒙古皆可接收该台的卫星信号。
香港的卫星电视和有线电视业者都提供了该频道。

### 比利时
在比利时，Proximus TV有线电视和IPTV，Telenet和VOO供应此频道，也可通过东阿斯特拉19.2°上以DVB-S格式接收该台的卫星电视信号。

### 巴西
透納廣播公司于2007年8月6日上架FashionTV巴西频道，2011年，该公司与时装频道的合同结束，Glitz替代该台。 Box Brazil TV于2012年9月重新上架该台。Oi，Vivo，Claro，Sky和NEOTV均有提供此频道。 

### 捷克/斯洛伐克
UPC ， O2TV ， Orange ，Magio T-Systems ，RioMedia与Slovanet在捷克和斯洛伐克提供此频道。

### 印度
2007年，FashionTV因在其节目《Midnight Hot》中出现衣着暴露的模特而在印度被停播两个月。该频道于2010年因在《Bella Club》电视节目出现裸照模特而被停播10日。
目前， Airtel数字电视和部分有线电视业者皆提供FashionTV。该电视网曾参与Michel Adam，Varun Bhardwaj和Lalit Modi之间的发行权诉讼，该案目前在印度最高法院审理。 

### 意大利
在意大利，tivùsat（289频道）， SKY HD（48频道）和13°E的Hot Bird卫星电视免费提供FashionTV （页面存档备份，存于）。

### 以色列
在以色列，HOT（184频道）， Yes（67频道）， Partner TV（47频道）和Cellcom TV提供FashionTV 。

### 中东和北非
FashionTV欧洲高清频道在OSN网络（225频道）付费提供。

### 新西兰
在新西兰，FashionTV自2016年8月起在Freeview数字电视30频道上架。该频道以前由SKY Network Television转播（066频道）。 2004年11月，由于FashionTV希望获得订户收入的相关争议，FashionTV从SKY电视网络下架。 2005年初，该争议解决并于4月18日重新上架该台。  2011年5月11日，FashionTV再度从Sky下架。 

### 北美
目前无线电视业者MobiTV和Sprint TV提供该台。但是，截至2011年8月，北美洲任何一间有线电视或卫星电视业者都没有提供FashionTV。自2011年9月起，它从FTA（免费）下架。目前FashionTV在北美只能在其官网收看。 

### 葡萄牙
在葡萄牙，AR电信，Bragatel（定频45频道）， Meo （定频101频道）， TVTel （定频54频道）和ZON TVCabo （定频73频道）提供时尚电视节目。

### 菲律宾
自2008年1月28日起，该频道已在菲律宾的SkyCable（108频道）， Cablelink（66频道）以及部分有线收费电视上架。一些城市和省份提供两个版本的FashionTV（即亚洲三号的上的FashionTV亚洲频道以及泰星5号上的FashionTV印度东南亚频道，以及FashionTV高清频道）。 

### 塞尔维亚/东南欧
塞尔维亚版FashionTV被称为FashionTV SEE （FashionTV东南欧频道，2008年11月24日开播）。它还通过当地的有线电视提供商和卫星电视平台在斯洛文尼亚，克罗地亚，保加利亚，波斯尼亚和黑塞哥维那，黑山和北马其顿广播。 30％的节目为本地制作。

### 泰国
FashionTV泰国频道近期在泰星5号（东经78.5度）开路播出。 FashionTV印度频道亦在同一颗卫星进行广播（不久后停播）。 但泰国观众仍然可以观看时尚电视亚洲频道和印度频道。

### 土耳其
FashionTV在Digiturk平台定频110频道（高清：394频道）。

## 其他Fashion TV频道

### FashionTV-UHD
2015年9月，FashionTV-UHD频道开播。该台可在亚洲，澳大利亚，印度，欧洲Hot Bird卫星（13°），北美，中东和非洲收视。 

## 已撤销频道

### 拉丁美洲
FashionTV于2001年底与Claxson合办该台的拉丁美洲版本（即FashionTV 拉美频道与FashionTV巴西频道）。2006年底，两台被时代华纳旗下的透納廣播公司收购。拉美频道是他们最早开播的海外频道。这些频道播出大量原创节目，以及诸如《The Fashion Show》，《 Running in Heels》和《Iconoclasts》等续作。在“ FashionTV”商标授权协议终止后，该频道于2011年5月1日被置换为Glitz *，原本在FTV拉美频道/FTV巴西频道节目亦转到该台继续播出。 BoxBrazil TV公司于2012年9月在巴西复播Fashion TV。